# Tsarevets (fort)

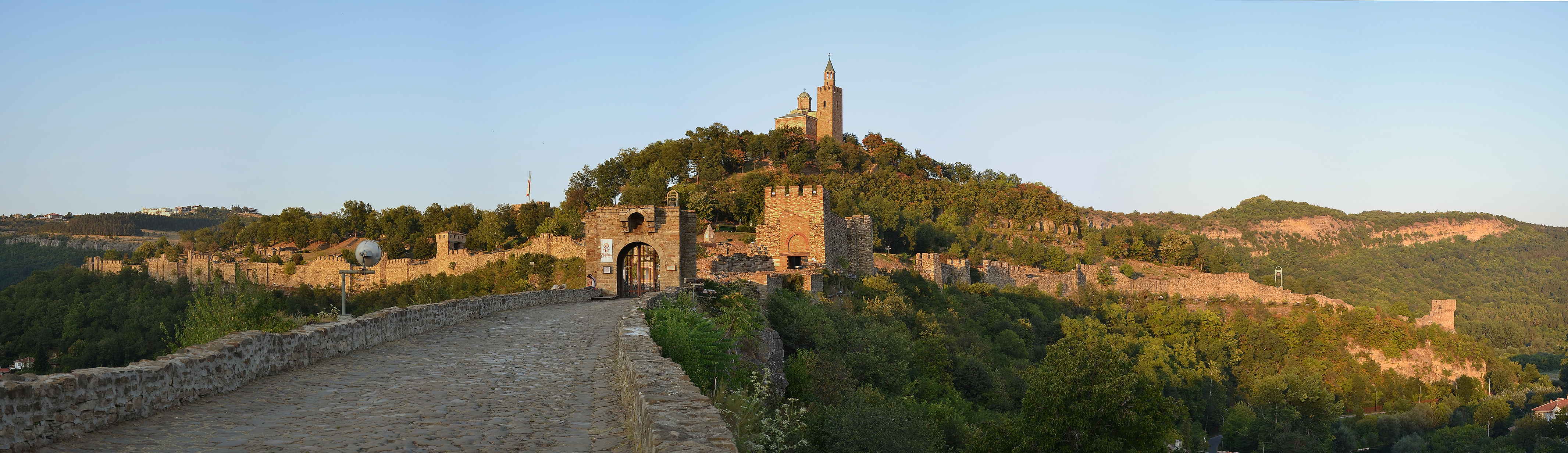
Tsarevets.

Tsarevets är en kulle och ett fort i Veliko Tărnovo i Bulgarien.
Det grundades under 400-talet och var den bulgariska tsarfamiljens bostad under det bulgariska kejsardömet 1185–1393.